# Boo Cassel
Boo Cassel, folkbokförd Bo Erik Kassel, född 25 september 1949 i Norrköpings Östra Eneby församling i Östergötlands län, är en svensk översättare. Från engelska har han till exempel översatt polisromaner av Joseph Wambaugh, men också författare som Ken Kesey och Hanif Kureishi, samt facklitteratur inom områden som politik och psykologi.
Han har också skrivit sångtexter till musikgruppen Vildkaktus.

## Översättning (urval)
- Mihailo Marković: Att utveckla socialismen (’’ Philosophy and social criticism’’) (översatt tillsammans med Per Norström) (Prisma, 1971)
- Woody Guthrie: Hela härligheten (Bound for glory) (Ordfront, 1977)
- Robert Beck (Iceberg Slim): Pimp, mitt liv som hallick i Chicago (Pimp, the story of my life) (Prisma, 1980)
- Susan Sontag: Om fotografi (On photography) (Norstedt, 1981)
- Oliver Sacks: Mannen som förväxlade sin hustru med en hatt (The man who mistook his wife for a hat) (Prisma, 1987)
- Ken Kesey: Demonlådan (Demon box) (AWE/Geber, 1988)
- Jeanette Winterson: Skapelsens kön (Sexing the cherry) (Gedin, 1992)
- Breyten Breytenbach: Åter till paradiset (Return to Paradise) (Norstedt, 1993)
- David Grossman: På flykt från ett sorgebud (Ishah borahat mi-beśorah) (översatt från engelska) (Bonnier, 2011)
- Stephen King: 22/11 1963 (11/22/63) (Bonnier, 2013)

## Fotnoter
1. ↑  Sveriges befolkning 1970, CD-ROM, Version 1.04, Sveriges Släktforskarförbund (2002).